# Rudolf Myzet
Rudolf Myzet, vlastním jménem Rudolf Procházka (11. června 1888, Horoměřice u Prahy – 28. listopadu 1964, Praha), byl český herec, režisér a scenárista. Přátelil se se slavným hercem Charliem Chaplinem.

## Filmové role, výběr
- Za čest vítězů, 1920 (režie A. L. Havel a Julius Lébl)
- Cesty k výšinám, 1921 (role: záhadný cizinec, režie Stanislav Šotek)
- Kříž u potoka, 1921
- Příchozí z temnot, 1921(režie J. S. Kolár)
- Šachta pohřbených ideí, 1922 (role: havíř Macháček, režie Rudolf Myzet)
- Koryatovič, 1922 (role: král Ludvík Veliký, režie J. Just-Rozvoda)
- Mrtví žijí, 1922 (režie J. S. Kollár)
- Záhadný případ Galginův, 1923 (režie Václav Kubásek)
- Cirkus'' (The Circus; USA 1928) (režie: Charlie Chaplin)
- Kříž u potoka, 1931
- Písničkář, 1932
- Červená ještěrka, 1948
- Písnička za groš, 1952
- Únos, 1952
- Botostroj, 1954
- Schůzka o půl čtvrté, 1957